# Стори-Мур, Иан
И́ан Сто́ри-Мур (англ. Ian Storey-Moore; род. 17 января 1945, Ипсуич) — английский футболист, футбольный тренер и футбольный скаут.

## Клубная карьера
Уроженец Ипсуича, Стори-Мур начал карьеру в футбольной академии клуба «Сканторп Юнайтед», где его заметили скауты «Ноттингем Форест». В 1961 году 17-летний Иан стал игроком «Ноттингема». Год спустя он дебютировал в основном составе. Всего он провёл в клубе 11 лет и был лучшим бомбардиром «Форест» в сезонах 1966/67, 1968/69, 1969/70, 1970/71, 1971/72. Он выступал на позициях нападающего и левого вингера. Всего провёл за клуб 272 матча и забил 118 голов.
4 марта 1972 года главный тренер «Дерби Каунти» Брайан Клаф заявил, что его команда подписала Стори-Мура за 225 000 фунтов. Однако его трансфер в «Дерби Каунти» в последний момент сорвался: Фрэнк О’Фаррелл и Мэтт Басби убедили его перейти в «Манчестер Юнайтед», и несколько дней спустя Стори-Мур перешёл в «Юнайтед» за 200 000 фунтов. Дебютировал за «Юнайтед» 11 марта 1972 года в матче против «Хаддерсфилд Таун». Он забивал в трёх своих дебютных матчах, а всего в марте и апреле того сезона он забил 5 мячей. В сезоне 1972/73 он также забил 5 мячей в чемпионате, хотя провёл гораздо больше матчей. В 1973 году Иан получил серьёзную травму, после чего объявил о завершении карьеры в декабре 1973 года. На тот момент ему было 28 лет. Всего он сыграл за «Манчестер Юнайтед» 43 матча и забил 12 голов.
Несмотря на заявления о завершении карьеры, после ухода из «Юнайтед» выступал ещё за несколько клубов, включая английские «Бертон Альбион», «Шепшед Динамо» и американский «Чикаго Стинг».

## Карьера в сборной
Свою единственную игру за сборную Англии провёл 14 января 1970 года, выйдя в стартовом составе в товарищеском матче против сборной Нидерландов. Матч завершился со счётом 0:0.

## Тренерская карьера
На закате своей карьеры игрока Стори-Мур работал играющим тренером в клубах «Шепшед Динамо» и «Бертон Альбион».

## После завершения футбольной карьеры
После ухода из «Бертон Альбион» Стори-Мур долгие годы работал скаутом в «Ноттингем Форест». В сентябре 2006 года он стал главным скаутом бирмингемского клуба «Астон Вилла», работая в штабе Мартина О’Нила, когда тот был главным тренером «Виллы».
Также Иан работал букмекером и открыл несколько букмекерских контор в Англии.